# Митна статистика
Митна статистика – складова частина загальнодержавної системи статистичного обліку і звітності, завдання якої, відповідно до статті 447 глави 65 Митного Кодексу України, передбачають:
- об’єктивний та достовірний облік переміщення товарів через митний кордон України;
- консолідацію, зберігання та надання статистичної інформації з питань митної справи зацікавленим користувачам;
- захист конфіденційної статистичної інформації.

Інформаційну основу митної статистики становлять документи та відомості, що подаються до митних органів центральними та місцевими органами виконавчої влади, органами місцевого самоврядування, а також юридичними та фізичними особами. Зібрана статистична інформація використовується органами державної влади за для зміцнення зовнішньоекономічних зав’язків та покращення інтегрованості України в систему загальносвітових економічних відносин. Узагальнення та аналіз статистичної інформації сприяє поліпшенню митно-тарифного та нетарифного регулювання зовнішньоекономічної діяльності 
Система митної статистики передбачає виділення підсистем:
- митної статистики зовнішньої торгівлі (шляхом систематизації інформації щодо переміщення товарів через митний кордон України забезпечує її використання для здійснення контролю за надходженням митних платежів до державного бюджету та аналізу стану зовнішньої торгівлі України);
- спеціальної митної статистики (забезпечує збирання, поширення та аналіз інформації щодо діяльності митних органів при здійсненні ними митної справи).

Консолідація інформації в системі митної статистики засновується на використанні відомчих класифікаторів інформації з питань державної митної справи – нормативно-технічних документів, які використовуються у процесі оформлення митних декларацій та виконання інших митних формальностей. Впровадження класифікаторів забезпечує центральний орган виконавчої влади, що реалізує державну митну політику.